# Léopold II (grand-duc de Toscane)
Pour les articles homonymes, voir Léopold II.
Leopold de Habsbourg-Toscane (en italien : Leopoldo Giovanni Giuseppe Francesco Ferdinando Carlo), né le 3 octobre 1797 à Florence et mort le 29 janvier 1870 à Rome, est grand-duc de Toscane sous le nom de Léopold II (Leopoldo II) de 1824 à 1859.
Sous son règne, Léopold est reconnu à la fois comme monarque libéral, appliquant la Constitution de 1848 et permettant une certaine liberté de presse. En 1847, le grand-duc, après la mort de la duchesse de Parme et la restauration des Bourbons-Parme, annexa le duché de Lucques. La même année, un conseil des ministres est créé. 
Léopold dut faire face à une rébellion populaire qui culmina avec le printemps des peuples en 1848. En Toscane, le grand-duc a ordonné la répression et a approuvé une constitution libérale. En dépit de ses tentatives d'acquiescement, des combats de rue éclatent en août à Livourne. Léopold II apporte son soutien au royaume de Sardaigne dans la guerre austro-sarde. En février 1849, le grand-duc dut abandonner la Toscane aux républicains et se réfugia dans la ville napolitaine de Gaète. Une république provisoire fut établie à sa place avec à sa tête Giuseppe Montanelli, qui inaugure une politique ultra démocratique (dans la terminologie politique de l’époque), tournée vers l’union avec les autres états italiens et la reprise conjointe de la guerre contre l'Autriche. Avec l’assistance de l'Autriche, Léopold est restauré à Florence. La Restauration laisse place à une période de répression violente contre les républicains. La constitution libérale est ainsi révoquée en 1852.
Lors de la deuxième guerre austro-sarde, Léopold se dissocie de la Sardaigne et s'allie à l'empire d'Autriche. Le roi Victor-Emmanuel II de Sardaigne s'empare de la Toscane et la conserve pendant toute la durée du conflit. Le grand-duc s'enfuit. La paix de Villafranca permet à Léopold de revenir une fois de plus. À son arrivée à Florence, il abdique en faveur de son fils aîné, Ferdinand IV. En décembre 1859, le Grand-Duché est réuni aux Duchés de Modène et de Parme pour former les Provinces-Unes d'Italie centrale, qui sont annexées par le royaume de Sardaigne quelques mois plus tard. Le 22 mars 1860, après un référendum, la Toscane est officiellement annexée à la Sardaigne. L'Italie est unifiée en 1870, la même année où meurt Léopold II.

## Premières années

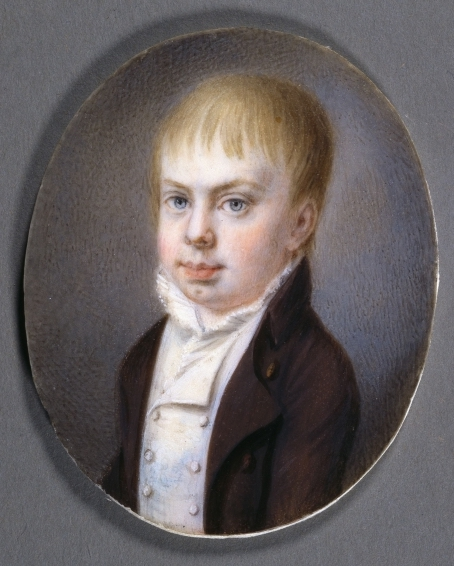
Portrait de Leopold de Toscane enfant.

Deuxième fils du grand-duc Ferdinand III de Toscane et de Louise de Bourbon-Siciles, Léopold vit très jeune dans les territoires du Saint-Empire romain germanique, où son père s'est réfugié après l'annexion napoléonienne. Il devient prince héréditaire du grand-duché de Toscane en 1800, à la mort de son frère aîné François-Léopold. Il suit son père exilé d'abord à Vienne, puis en 1803 à Salzbourg, où Ferdinand obtient réparation pour les territoires perdus l’espace de l’ancien domaine archiépiscopal. En mars 1805, Léopold est contraint d'abandonner cette ville à cause de la nouvelle guerre entre l'Autriche et la France. Il se rend donc à Wurtzbourg, où la famille s'installe dans l'ancien palais épiscopal. Au cours de ces années tourmentées, Léopold peut beaucoup étudier avec des professeurs allemands et italiens, manifestant ainsi une prédilection pour les sujets littéraires.
Il rentre à Florence le 15 septembre 1814, après la première abdication de Napoléon, bien accueilli par ses sujets, également pour la politique de son père, qui ne purge ni ne se venge contre ceux qui ont collaboré avec le gouvernement français. Le jeune héritier du trône gagne l'affection des Toscans pour son caractère doux et son comportement informel, ce qui lui vaut le surnom de « Broncio » (« moue ») en raison de la lèvre inférieure légèrement saillante qui lui donne un air triste et perpétuel (alors qu'en réalité le jeune prince ne manquait pas de spiritualité).
Parallèlement, il termine ses études déjà entamées à l’étranger après des cours de droit, d’art et de littérature, voire d’agriculture, pour lesquels il fera toujours preuve d’une grande attention. Il se fixe comme objectif personnel de rassembler, d'étudier et de réorganiser tous les écrits de Galiléo Galilée et publie une édition des poèmes de Laurent de Médicis, qu'il édite personnellement, ce qui lui vaut d'être nommé membre de l'Accademia della Crusca.
En 1817, Léopold épouse Marie de Saxe, à laquelle il est particulièrement attaché et dont il a trois filles. Avec sa femme à partir de 1819, il entreprend un long voyage en Europe  faisant étape à Munich, Dresde, Prague, Vienne et Venise. Son premier contact avec les affaires d'État a lieu en octobre 1822, lorsqu'il est appelé à Vérone pour prendre part avec son père aux travaux du Congrès de la Sainte-Alliance.

## Grand-duc de Toscane

### Accession au trône

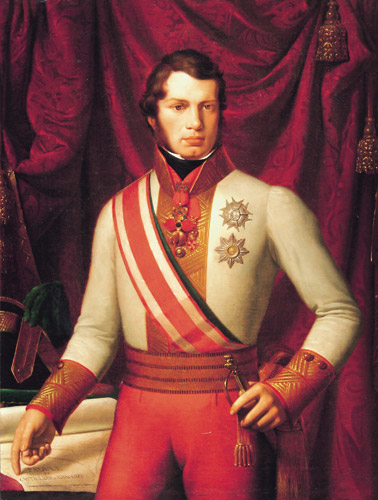
Portrait de Léopold II de Toscane.

À la mort de son père le 18 juin 1824, Léopold II prend le pouvoir et se montre immédiatement en souverain indépendant, appuyé par le ministre Vittorio Fossombroni, qui parvient à déjouer une manœuvre de l'ambassadeur autrichien, le comte de Bombelles, pour influencer le grand-duc inexpérimenté. Celui-ci confirme non seulement les ministres nommés par son père, mais témoigne immédiatement de son désir sincère de s'engager dans la voie d'une réduction de la taxe sur la viande et d'un plan de travaux publics prévoyant la poursuite de la réhabilitation de la Maremme (beaucoup de choses dont les Grossetani se souviendront avec un monument situé sur la Piazza Dante), l’extension du port de Livourne, la construction de nouvelles routes, un premier développement des activités touristiques (alors appelées "industrie étrangère") et l’exploitation des mines du grand-duché.

### Politique libérale
D'un point de vue politique, le gouvernement de Léopold II est à cette époque le plus doux et le plus tolérant des États italiens: la censure, confiée au savant et modéré père Mauro Bernardini de Cutigliano, n'a pas beaucoup d'occasions d'opérer et de nombreux représentants de la culture italienne persécutés ou n'ayant pas trouvé l'environnement idéal chez eux, trouvent asile en Toscane, comme Giacomo Leopardi, Alessandro Manzoni, Guglielmo Pepe, Niccolò Tommaseo. Certains écrivains et intellectuels toscans tels que Francesco Domenico Guerrazzi, Giovan Pietro Vieusseux et Giuseppe Giusti, qui, dans d'autres États italiens, auraient sûrement eu des problèmes, peuvent travailler en paix. A l'ambassadeur d'Autriche se plaignant que « la censure ne fait pas son devoir en Toscane », le grand-duc répond avec agacement « mais son devoir est de ne pas le faire », formule qui reste célèbre. Le seul inconvénient de tant de tolérance et de douceur est la suppression du magazine "L'Antologia" de Giovan Pietro Vieusseux, qui advient en 1833 sous la pression de l'Autriche et, en tout état de cause, sans autres conséquences civiles ou pénales pour le fondateur.
La douceur du gouvernement grand-ducal signifie qu'en Toscane, il n'y a ni motions ni séditions et que les activités de conspiration sont limitées à la ville de Livourne et d'une importance minime: les seuls actes répressifs sont en 1830 la suppression du journal « L'Indicatore Livornese » et la condamnation de Guerrazzi à six mois de réclusion à Montepulciano pour avoir prononcé un discours à la mémoire de Cosimo Del Fante. Des intellectuels tels que Niccolò Tommaseo et Giuseppe Giusti soulignent également la tranquillité du Grand-Duché. Ils vouent une satire agréable au grand-duc (« Il re travicello »), qui provoque la colère du destinataire, mais qui est ensuite gentiment séduit par l'intéressé.
Les soulèvements de 1831, qui choquent les deux duchés émiliens et les légations des États pontificaux, ne sont pas suivis en Toscane, malgré le fait que certains patriotes cherchent à les provoquer: le seul souci d'ordre public est de mieux protéger la frontière nord pour éviter l’intrusion de fauteurs de troubles.
En 1832, la grande-duchesse Marie meurt, laissant le grand-duc désespéré. Celui-ci, pour assurer sa succession, se remarie l'année suivante avec la princesse Marie-Antoinette de Bourbon-Siciles. De ce mariage Ferdinand, l'héritier tant attendu du trône, nait en 1835.
En 1839 et 1841, Léopold II autorise la tenue du « Congrès des scientifiques italiens » à Pise et à Florence, en dépit des menaces du gouvernement autrichien et des protestations du gouvernement pontifical; dans l'intervalle, le gouvernement grand-ducal prévoit un développement important du réseau ferroviaire qui, dans les années à venir, verrait la naissance de la « Ferrovia Leopolda » (chemin de fer reliant Florence-Pise-Livourne, avec la branche d'Empoli à Sienne) et de la « Ferrovia Maria Antonia » (Florence-Prato-Pistoia-Lucques), tandis que la « Ferrovia Ferdinanda » (Florence-Arezzo) et la « Ferrovia Maremmana » (Livourne- frontière de Chiarone) en restent à l'état de projet.
Le comportement du grand-duc à l'occasion de la grande inondation du 3 novembre 1844, destiné à rester dans le cœur des Florentins (au moins jusqu'en 1849), est l'occasion pour le souverain de marquer sa bonne volonté en ouvrant les portes du palais Pitti aux personnes déplacées, s’engageant personnellement à secourir un bateau et à se rendre même dans les régions les plus reculées touchées par la catastrophe.

### Annexion de Lucques
En 1847, le grand-duc de Toscane doit faire face à une grave crise avec les souverains des deux duchés d'Emilie: cette année-là, certaines clauses du congrès de Vienne de 1815 et du traité de Florence de 1844 prévoient l'annexion par le grand-duché lorrain de presque tout l'ancien duché de Lucques, mais en même temps, il est établi que de vieilles enclaves toscanes de la Lunigiana passent sous les Bourbons de Parme et les Habsbourg-Este de Modène. Si, à Lucques, il est facile de dissiper le mécontentement des citoyens par une visite que rend le grand-duc bienfaisant, il n'en est pas de même dans les municipalités destinées à la vente. En Toscane, il en vient à déclarer la guerre aux deux États voisins, chose impensable pour le doux Léopold, qui tenta d'éviter la vente en offrant d'importantes sommes d'argent aux deux ducs. L'offre fut rejetée et les pressions furent transférées au profit de l'Autriche, le gouvernement de Vienne ne pouvant se permettre de créer une zone de troubles en ces temps déjà annoncés catastrophiques.

### Révolution et premier exil
En 1847, dans le contexte du processus réformiste suscité en Italie par l'élection du pape Pie IX, Léopold II se distingue par son engagement en faveur de la réforme: le 6 mai, la liberté de la presse est garantie et le 4 septembre, une Garde civique (Guardia Civica) est créée. Au cours de la même période, le grand-duché de Toscane, les États pontificaux et le royaume de Sardaigne signèrent les préliminaires de la Ligue des douanes, que tous saluèrent comme prémices pour de futurs ajouts majeurs.
Le 17 février 1848, quelques jours avant Charles Albert de Sardaigne, Léopold II accorde la Constitution, qui se distingue des autres en octroyant tous les droits aux citoyens de toutes les religions. Le 18 mars naît le premier gouvernement constitutionnel toscan, présidé par François Cempini. Quelques jours plus tard, alors que les deux ducs émiliens sont obligés de fuir les insurrections, Léopold II réattribue à la Toscane les municipalités cédées en Lunigiana, la Haute Garfagnana Estense et l'ancien duché de Massa et de Carrare, dont les populations ont demandé à être toscanes, selon le principe selon lequel chaque peuple est libre de décider de son sort.
Le 21 mars, le grand-duc suscite l'enthousiasme populaire en décidant d'envoyer les quelques troupes toscanes régulières, encadrées par des volontaires, combattre en Haute-Italie aux côtés des Sardes contre les Autrichiens. Tandis que la petite armée grand-ducale se dirige vers Pietrasanta et San Marcello Pistoiese, Léopold II remplace le drapeau Lorrain par le drapeau tricolore italien recouvrant les armoiries grand-ducales et adhérant personnellement au prêt de guerre.
L’attitude patriotique du grand-duc commence à évoluer au milieu de l’année, lorsque les attitudes expansionnistes du royaume de Sardaigne sont claires et en août, à la suite de violentes émeutes à Livourne, où il est contraint de renvoyer le gouvernement modéré de Gino Capponi et confier cette tâche aux démocrates Guerrazzi et Giuseppe Montanelli qui inaugurent une politique ultra-démocratique.

## Restauration

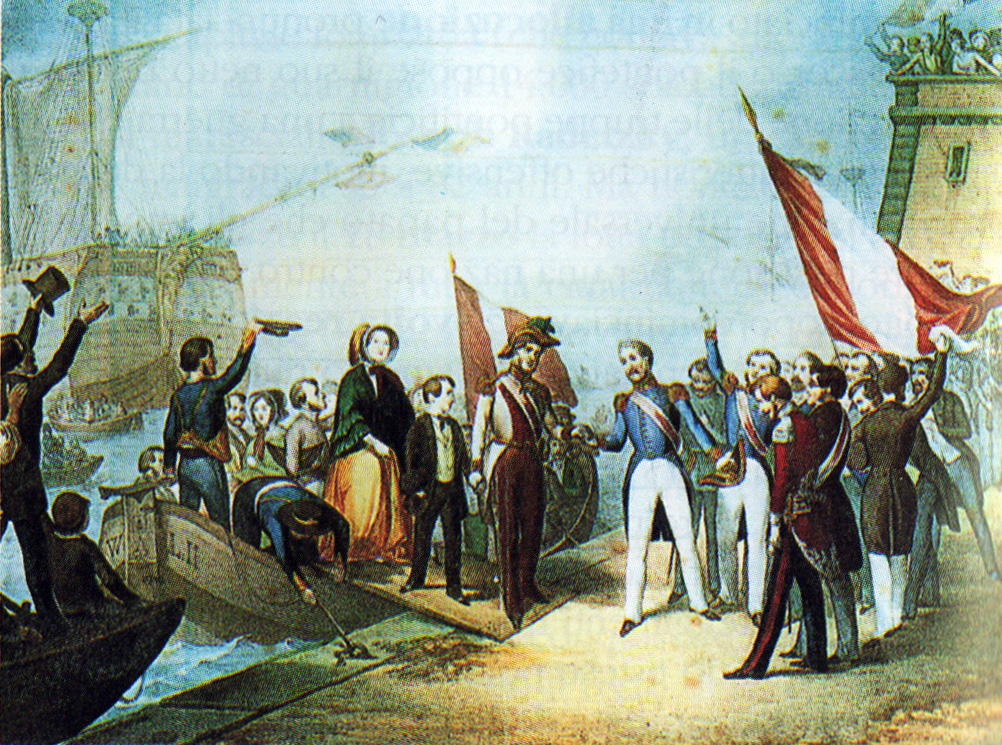
Retour de Léopold II et de sa famille à Florence (juillet 1849).

Le 30 janvier 1849, Léopold II quitte Florence pour se réfugier d'abord à Sienne (et pour prétendre être malade, il a l'idée de recevoir les délégués florentins au lit, vêtus d'une chemise de nuit et d'une chemise pontificale), puis à Porto Santo Stefano. En ce lieu, il accepte et refuse à plusieurs reprises l'offre de l'ambassadeur du Piémont, Villamarina, de reprendre le pouvoir avec l'armée du royaume de Sardaigne, jusqu'à ce que, convaincu par sa cour de préférer l'Autriche, il se rend à Gaète, sous la protection de Ferdinand II des Deux-Siciles.
L'exil dure jusqu'en avril, date à laquelle, après la défaite de Charles Albert à Novara, les Toscans modérés renversent le gouvernement Guerrazzi afin d'éviter une invasion de l'Autriche et rappellent le grand-duc en espérant qu'il maintiendrait les réformes.
L'espoir est vain : le lieutenant-maréchal d'Aspre vient de Parme avec 18 000 hommes, prend et saccage Livourne, puis occupe Florence. Quelques mois plus tard, Léopold II débarque à Viareggio, mais a la mauvaise idée d'être escorté par des troupes autrichiennes et revêtu de l'uniforme autrichien, mettant un terme à la sympathie que les Toscans avaient pour le souverain.
Les actes des années de gouvernement suivantes éloignèrent encore plus les sujets les plus loyaux : l'abolition du Statut en 1852 et de la Garde civique ; l'occupation autrichienne et la formation d'une coûteuse armée toscane ; la répression sanglante du soulèvement de la ville de Livourne contre l'occupant autrichien ; le rétablissement de la peine de mort pour certains crimes (un fait retentissant pour la Toscane, le premier État abolitionniste de Pierre-Léopold, le grand-père du grand-duc).

## Fin de la dynastie
En avril 1859, dans l'imminence de la guerre franco-piémontaise contre l'Autriche, Léopold II proclame la neutralité, mais le gouvernement grand-ducal a les jours comptés : le centre opérationnel du coup d'État imminent du 27 avril se trouve être l’ambassade du Piémont à Florence. Cavour a envoyé au cours des jours précédents environ 80 carabiniers piémontais en tenue civile qui, à un signal prédéterminé et divisés en divers groupes dispersés dans divers quartiers de la ville, auraient dû commencer à crier contre le grand-duc et en faveur de la guerre contre l'Autriche. En outre, divers drapeaux tricolores avaient été préparés, prêts à être exposés aux balcons de divers bâtiments à un signal prédéterminé. En réalité, la population ignorait totalement ces véritables complots subversifs contre un État souverain par un autre État, précisément le royaume de Sardaigne.

## Exil et fin de vie

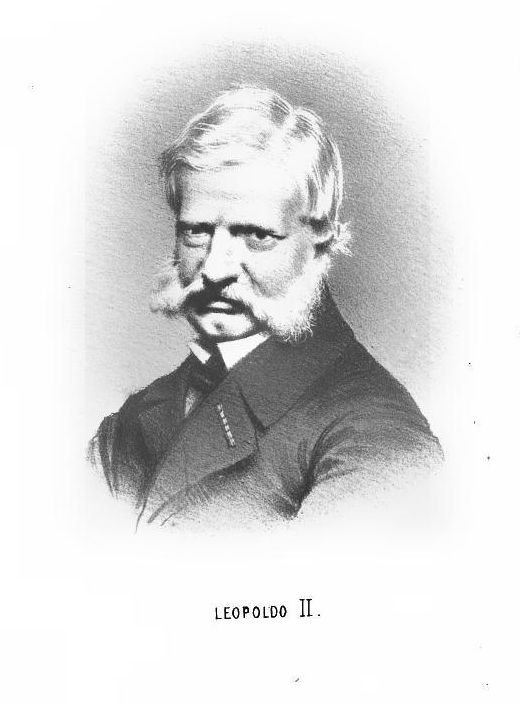
Léopold II vers la fin de sa vie.

Le 27 avril 1859, vers quatre heures, refusant de donner son assentiment à la guerre contre l'Autriche, devant le refus de l'armée d'obéir et afin d'éviter des problèmes plus graves pour lui-même et son État, Léopold II part en voiture du Palais Pitti, en sortant par la porte de Boboli, vers la route de Bologne.
Cet effacement pacifique (le grand-duc n’avait jamais pensé à une solution violente) et les modalités du départ, avec peu d’effets personnels chargés dans quelques carrosses, la sympathie pour le personnel de la cour, permettent à Léopold de retrouver l'estime de ses désormais anciens sujets: la famille grand-ducale est saluée par les Florentins, qui lèvent leurs chapeaux au passage, criant « Addio, babbo Leopoldo! » (« Au revoir, père Léopold! »); il est accompagné avec tous les égards par une escorte jusqu'à Firenzuola, ancien poste de douane avec les États pontificaux. Le même jour, à six heures, la municipalité de Florence constate l'absence de toute disposition laissée par le souverain et nomme un gouvernement provisoire.
Réfugié à la cour de Vienne, l'ancien grand-duc n’abdique officiellement que le 21 juillet suivant; par la suite, il vit en Bohême, et se rend à Rome en 1869, où il meurt le 28 janvier 1870, à Via delle Tre Cannelle. Enterré initialement à l'église des Saint-Apôtres, son corps est ensuite transféré à Vienne en 1914 pour être inhumé dans le mausolée des Habsbourg, la crypte des Capucins.

## Descendance
Léopold épouse la princesse Marie de Saxe, fille de Maximilien de Saxe et de Caroline de Bourbon-Parme, le 16 novembre 1817. Ils ont trois filles. Marie meurt de la tuberculose en 1832.
De cette union naissent :
- Marie-Caroline (1822-1841) ;
- Auguste-Ferdinande (1825-1864), elle épouse en 1844 Léopold de Bavière, fils cadet du roi Louis Ier de Bavière (1821-1912) ;
- Marie-Maximilienne  (1827-1834).

Le 7 juin 1833, Léopold se remarie en secondes noces avec Marie-Antoinette de Bourbon-Siciles, fille de François Ier des Deux-Siciles et de Marie-Isabelle d'Espagne. Le couple a dix enfants. Marie-Antoinette meurt en exil en Autriche en 1898.
De cette union naîtront :
- Marie-Isabelle de Habsbourg-Toscane (1834-1901), qui épouse son oncle François de Paule de Bourbon-Siciles, comte de Trapani ;
- Ferdinand qui lui succède, il épouse en 1856 Anne Marie de Saxe (1836-1859) dont il a deux filles, puis en 1868 Alice de Bourbon-Parme (1849-1935) dont postérité ;
- Marie-Thérèse (1836-1838) ;
- Marie-Christine (1838-1849) ;
- Charles-Salvator (1839-1892), qui épouse en 1861 Marie-Immaculée de Bourbon-Siciles ;
- Marie-Anne (1840-1841) ;
- Rainier (1842-1844) ;
- Marie-Louise (1845-1917), elle épouse en 1865 Charles d'Isembourg-Büdingen (1838-1899) ;
- Louis-Salvator (1847-1915) ;
- Jean-Salvator (Jean Orth) (1852-1890).

## Dans la culture
Une biographie romancée de son avant-dernier fils, Louis-Salvator de Habsbourg-Lorraine, écrite par Jean-Louis Sarthou, traite de leurs dernières années à Florence : L'Archiduc sans frontière.